# لائورا واسیلیو
لائورا واسیلیو (رومانیایی: Laura Vasiliu؛ زادهٔ ۲۵ ژانویهٔ ۱۹۷۶) بازیگر زن اهل رومانی است.
از فیلم‌ها یا برنامه‌های تلویزیونی که وی در آن نقش داشته‌است، می‌توان به چهار ماه، سه هفته و دو روز و گل اشاره کرد.